# Agrafi
Agrafi er en erhvervet svækkelse af skriveevnen. Der skelnes mellem en perifer og central type.
Ved central agrafi er de sproglige egenskaber ramt såsom stavning, hvorimod en perifer agrafi påvirker ikke-sproglige egenskaber som perception og motorik.
 Der er for få eller ingen kildehenvisninger i denne artikel, hvilket er et problem. Du kan hjælpe ved at angive troværdige kilder til de påstande, som fremføres i artiklen.

| Sygdom | Spire Denne artikel om sygdom er en spire som bør udbygges. Du er velkommen til at hjælpe Wikipedia ved at udvide den. |